# José de la Torre Ugarte
José de la Torre-Ugarte y Alarcón-Manrique (Ica, 19 de marzo de 1786-Trujillo, 1 de septiembre de 1831) fue un jurista y compositor peruano.

## Biografía
Nació el 19 de marzo de 1786 en Ica. Era hijo de Estanislao de la Torre Ugarte, Mercedes Alarcón Manrique. Una vez concluidos sus estudios escolares, actualmente llamado San Luis Gonzaga de Ica, pasó a la Universidad Nacional Mayor de San Marcos, en la cual regentó la carrera de Artes entre 1809 y 1812. Ya graduado de bachiller en Cánones (derecho canónico de las normas legales que regulan la organización de una iglesia y la disciplina de sus feligreses), se le autorizó efectuar la práctica forense en 1810, en el estudio de Antonio Bedoya. Pero su examen final quedó diferido cuando este falleció, a pesar de tener otros maestros.
Fue uno de los convocados por el Cabildo de Lima para decidir por la independencia del Perú, firmando el Acta de la Independencia el 15 de julio de 1821. Durante el gobierno de José de la Riva Agüero y Sánchez Boquete, fue nombrado oficial mayor del Ministerio de Guerra en 1821. Se trasladó a Trujillo en 1823, salvándose de ser fusilado por orden de Simón Bolívar, gracias a la intervención del mariscal Antonio Gutiérrez de la Fuente. Fue graduado como coronel y en Trujillo fue vocal de la corte superior en mayo de 1830.
Se casó en 1812, en San Jerónimo de Ica, con Manuela Valdivieso y Rizo de la Prada, con quien tuvo tres hijos.
Fue autor de la letra del himno nacional, cuya música compuso José Bernardo Alcedo. También escribió la letra de la canción patriótica «La chicha», con música de Alcedo. Se tituló, tardíamente, de abogado. Se desempeñó asimismo como auditor de guerra (1827) y vocal de la Corte Superior de La Libertad (1830). Falleció en Trujillo en 1831.

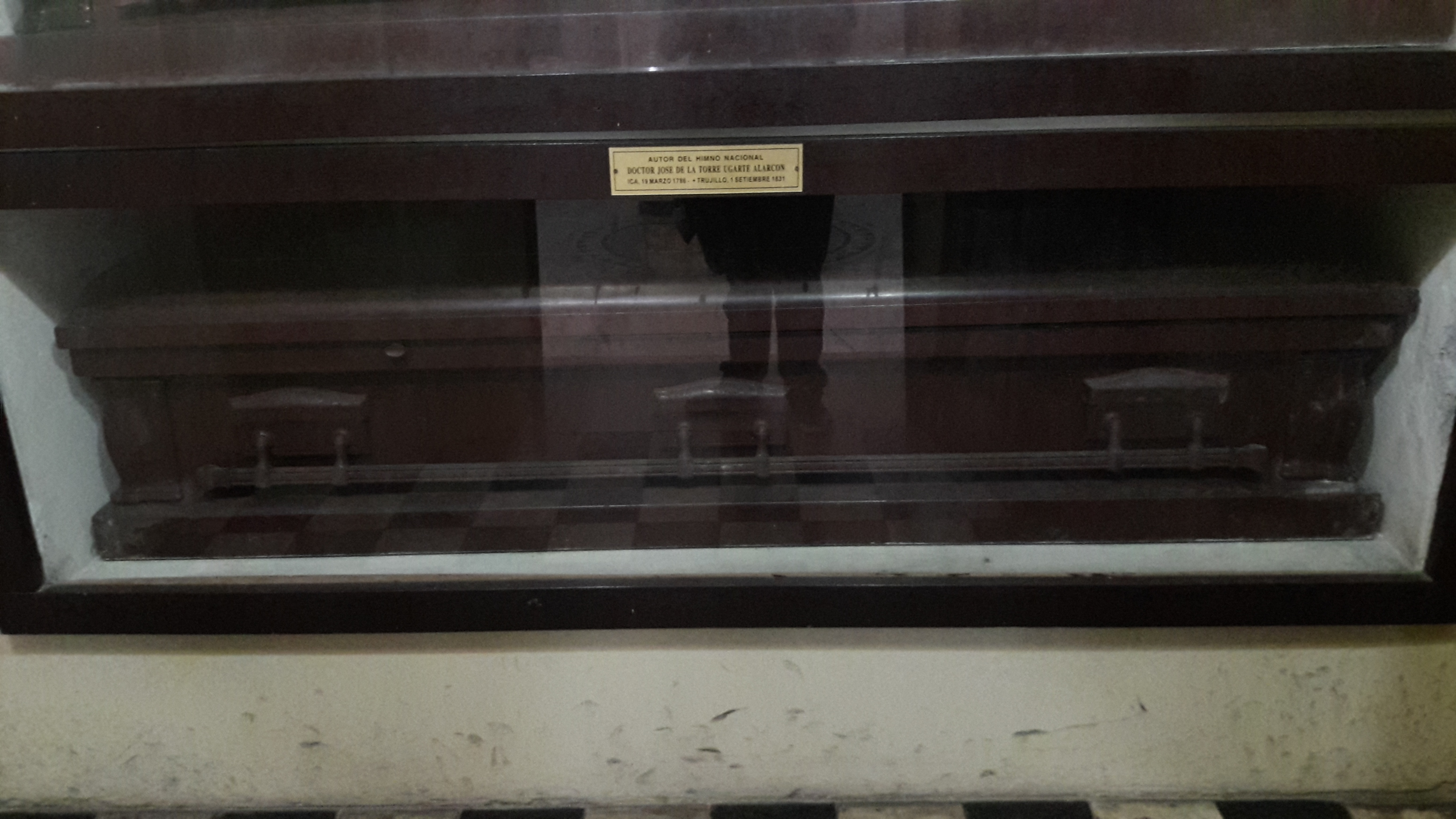
Sus restos reposan en el Panteón de los Próceres en Lima.